# William Bowles (científico)
William Bowles (1705-25 de agosto de 1780) fue un naturalista irlandés.
Hallándose en París en 1752 trató a Antonio de Ulloa, comendador de Ocaña en la orden de Santiago. Este benemérito español conociendo el mérito que distinguía a Bowles como a naturalista le ofreció presentarle al gobierno español con la esperanza de que España sacaría gran partido de las luces de aquel sabio. Le habló en nombre del ministerio y le hizo tan ventajosas proposiciones que Bowles no dudó ni un momento en aceptarlas. Le encargó inmediatamente el gobierno hacer un viaje por la península y le señaló por discípulos y compañeros a José Solano, Salvador Medina y Pedro Saura, abogado.
Comenzó Bowles su comisión haciendo el viaje desde Madrid a Almadén, en cuyo tránsito se dedicó a investigar las calidades de las tierras y varias particularidades naturales de las que, dio Bowles una exacta relación y en particular de la muy famosa mina de cinabrio en Almadén. Desde allí pasó a Mérida, Talavera , Badajoz, Sevilla, Antequera , Málaga, Motril, Almería y Cabo de Gata, hizo una descripción de Valencia y Gandía, después volvió a Madrid y emprendió otra vez su viaje por Valladolid, Burgos, Vitoria, Bayona, etc. y en todas partes halló cosas dignas de admiración y hasta entonces, ignoradas generalmente.
Murió Bowles en Madrid en 1780, después de haber recibido del gobierno y del público las mayores muestras de la estimación y aprecio, que tan justamente se había granjeado por sus utilísimos trabajos.

## Obra
- En 1753 de orden del ministerio, hizo algunas experiencias sobre el platino, con cuyo motivo escribió una disertación con la que propuso muy fuertes argumentos, para probar contra Buffon, que dudaba si el platino es un metal nuevo y de distintas propiedades de los que hasta entonces se conocían.
- Compuso asimismo otra disertación sobre la langosta que asoló España desde el año 1754 hasta el 1757 en la que describe la historia natural de aquel insecto, con varias observaciones acerca de su propagación y medios sin destruirla
- Dio al público una obra en idioma español bajo el título de: Introducción a la historia natural y a la geografía física de España, impresa en Madrid en 1775 en cuyo mérito  está por la exactitud y las observaciones importantes que contiene mereció los elogios de nacionales y extranjeros. Esta obra fue traducida en francés por el vizconde de Flavigni, París, 1776 en 8 libros, pero es mejor la traducción que hizo Milizia en italiano, publicada en Parma en 1784, en 4 libros ilustrados con notas por Félix de Azara.